# بيناسكو (تورينو)
بيناسكو هي بلدية في مدينة تورينو الحضرية في منطقة بيمنتة الإيطالية، وتقع على بعد حوالي 11 كـم (7 ميل) جنوب غرب تورينو.

## المدن التوأم
ترتبط بيناسكو بعلاقات توأمة مع:
- بياترا نيامتس، رومانيا (2001)[3]
- مانيلفا، إسبانيا(2009)

## ملحوظون
- سيباستيان جيوفينكو، لاعب كرة قدم
- إيليو رينيرو، لاعب كرة قدم

## الروابط الخارجية
- الموقع الرسمي